# Grünauer Kreuz

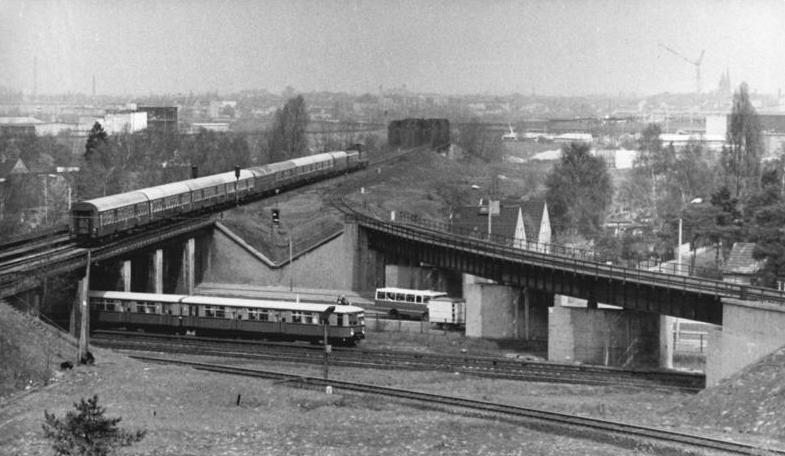
Blick vom Stellwerk auf den Berliner Außenring mit Fernzug und einer S-Bahn auf der Görlitzer Bahn, 1980

Am Grünauer Kreuz im Südosten von Berlin kreuzt seit 1952 der Berliner Außenring die Bahnstrecke Berlin–Görlitz. Eine Reihe von Verbindungskurven ermöglicht direkte Fahrten aus allen in alle Richtungen. In dem für die Öffentlichkeit unzugänglichen Areal zwischen den Gleisen hat sich eine reichhaltige Pflanzen- und Tierwelt entwickelt. Seit 2004 ist das Gelände als Naturschutzgebiet ausgewiesen.

## Lage
Das Grünauer Kreuz befindet sich im Südosten der Stadt an der Grenze der Ortsteile Altglienicke und Grünau. Der Schnittpunkt der Strecken liegt südlich des Teltowkanals in der Nähe des Adlergestells am Streckenkilometer 12,0 der Görlitzer Bahn (gezählt vom früheren Görlitzer Bahnhof in Kreuzberg) und am Kilometer 40,0 des Berliner Außenrings (gezählt vom Bahnhof Michendorf). Im Grünauer Kreuz beginnt die S-Bahn-Strecke zum Flughafen Berlin Brandenburg.

## Geschichte

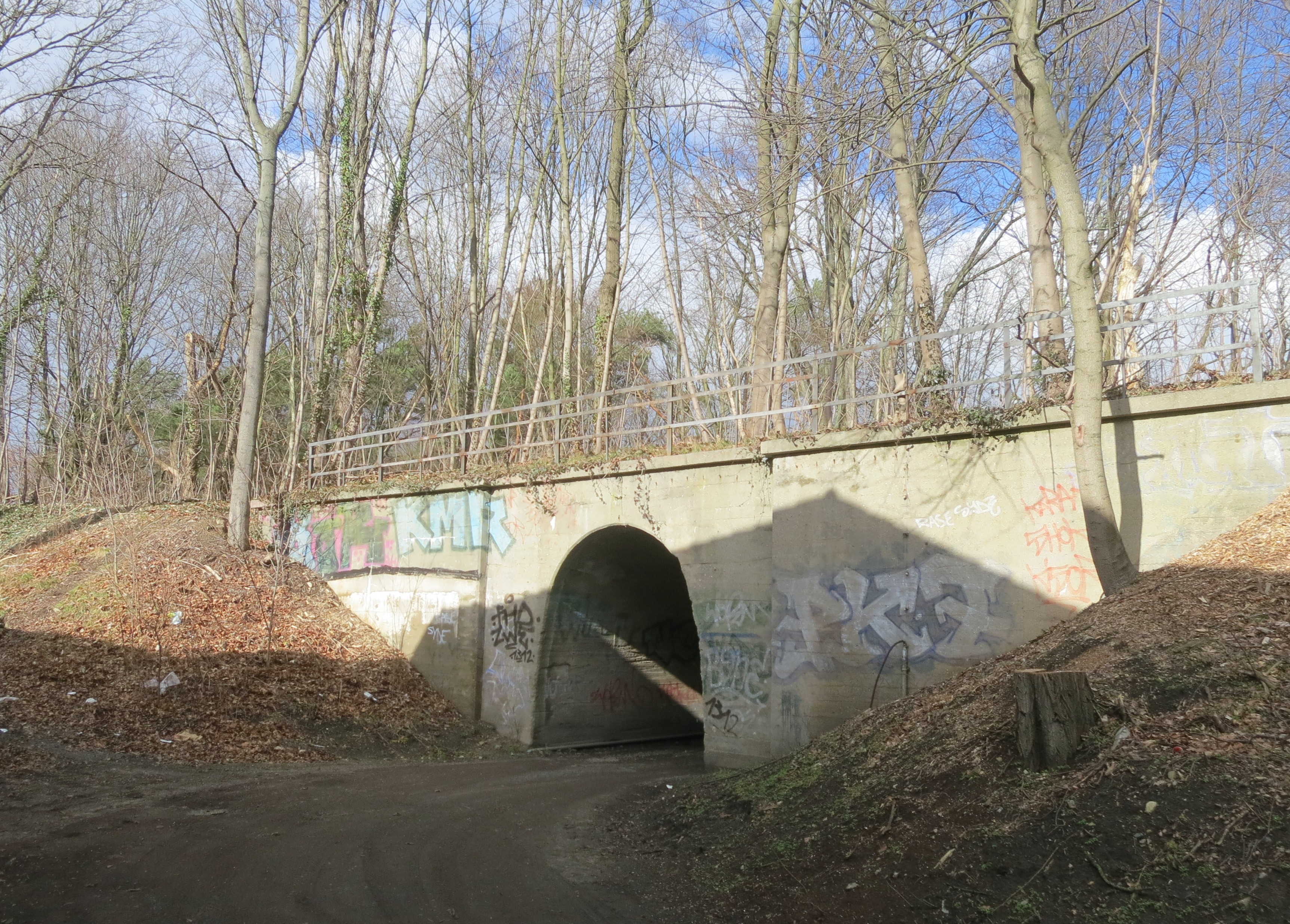
Brücke der früheren Verbindungskurve vom Güteraußenring zum Bahnhof Grünau

Die Görlitzer Bahn erschließt das Gebiet seit 1866, lange Zeit ohne Verknüpfung mit anderen Strecken. Planungen für eine Umgehungsbahn aus den 1920er Jahren wurden in diesem Bereich nicht verwirklicht. Während der Zeit des Nationalsozialismus wurde stattdessen in – gegenüber den älteren Planungen – teilweise abweichender Trassenlage der Güteraußenring gebaut, der eingleisig provisorisch zum Jahreswechsel 1940/41 in Betrieb ging. Die Strecke verlief südwestlich des Grünauer Kreuzes etwa in der Lage der heutigen S-Bahn-Strecke über Altglienicke, nordöstlich davon etwa so wie der heutige Berliner Außenring. Der Güteraußenring überquerte im Bereich des heutigen Grünauer Kreuzes die Görlitzer Bahn; Verbindungskurven entstanden aus Richtung Südwesten sowohl zum Block Kanne (und weiter nach Adlershof) als auch zum Bahnhof Grünau. Nach dem Zweiten Weltkrieg folgte 1947 eine Verbindungskurve von Grünau nach Norden.
Mit der deutschen und Berliner Teilung wuchs für die DDR die Notwendigkeit, eine leistungsfähige Verbindung vom Ostteil Berlins zu den Strecken in Richtung Dresden, Leipzig, Dessau und Magdeburg unter Umfahrung West-Berlins herzustellen. Der Berliner Außenring ging Ende 1951 in Betrieb. Da die Strecke in diesem Bereich praktisch den gesamten Verkehr von Berlin in den Süden der DDR aufnehmen musste, entstand ein System von Verbindungskurven, die Fahrtmöglichkeiten sowohl über die Görlitzer Bahn als auch über den Außenring in Richtung Wuhlheide ohne Kreuzen der Gegengleise anboten. Am 10. Dezember 1951 wurden der Außenring und die Gleisanlagen des Grünauer Kreuzes eröffnet.
Am 16. Januar 1957 ging das Zentralstellwerk im Grünauer Kreuz zunächst für die Fernbahn, ab 1963 auch für die S-Bahn in Betrieb.
Für den Anschluss des Flughafens Schönefeld an das Berliner S-Bahn-Netz war schon Ende der 1950er Jahre eine S-Bahn-Strecke geplant worden. Nach dem Bau der Berliner Mauer im August 1961 wurde ihre rasche Realisierung notwendig. Am 26. Februar 1962 ging die im Grünauer Kreuz von der Strecke nach Königs Wusterhausen abzweigende S-Bahn-Strecke in Betrieb. Eine Weiterführung entlang des östlichen Außenrings in Richtung Wuhlheide war geplant, entsprechende Bauvorleistungen wurden im Grünauer Kreuz realisiert. Zum Bau der Strecke kam es jedoch nie.

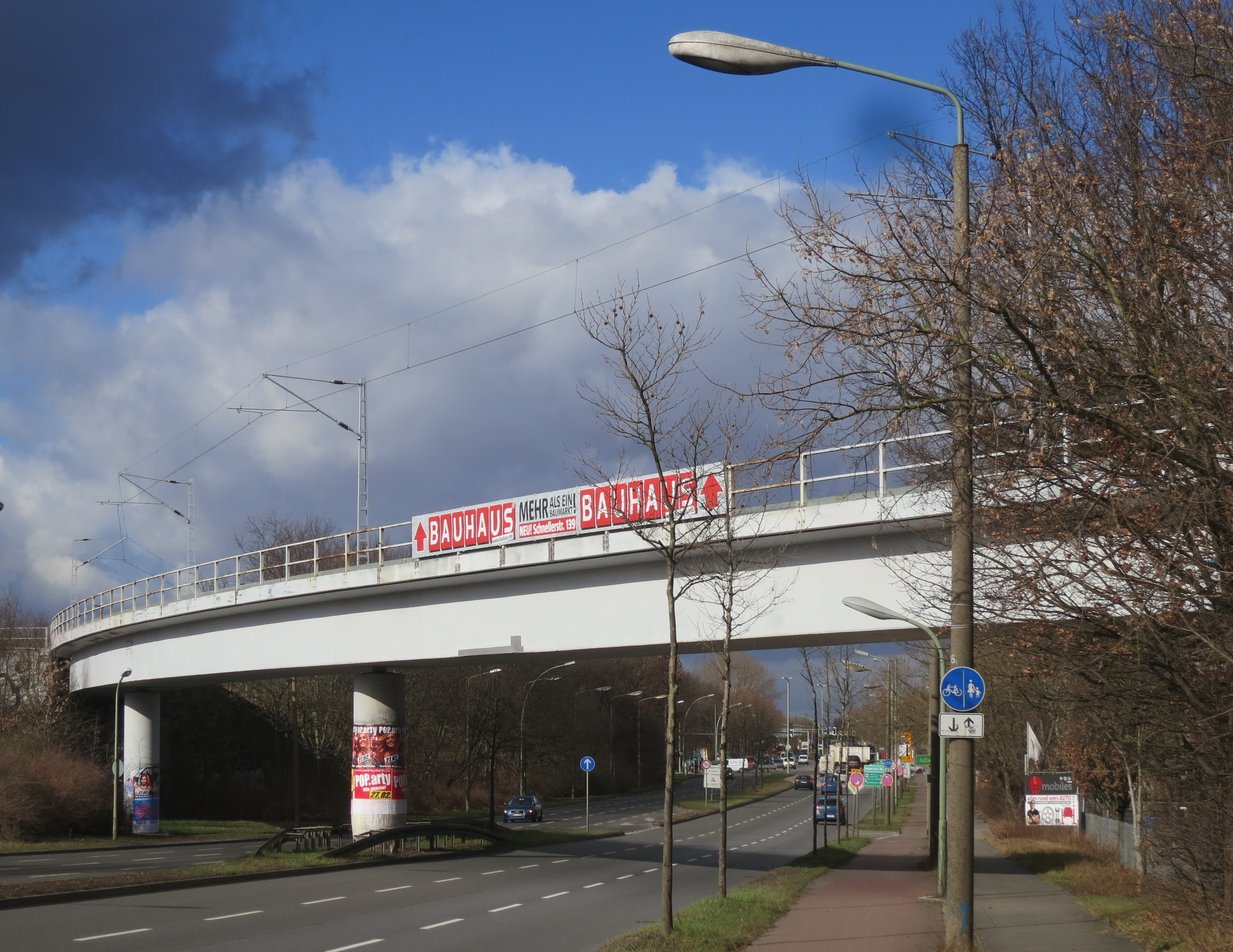
Brücke der Verbindungsstrecke von der Görlitzer Bahn zum Außenring nördlich des Grünauer Kreuzes über das Adlergestell

Am 21. Oktober 1965 wurde die Verbindung von Schöneweide zum Abzw Wendenheide am Berliner Außenring nördlich des Grünauer Kreuzes eröffnet.
Am 25. September 1983 ging die elektrische Fahrleitung im Grünauer Kreuz zunächst von Schönefeld zum Bahnhof Berlin-Grünau in Betrieb, zum 2. Juni 1984 folgte die Abschnitt auf der Görlitzer Bahn nach Berlin-Schöneweide und zum 1. Juni 1985 auf dem Außenring nach Norden. 1985 begannen die Arbeiten für den zweigleisigen Ausbau der S-Bahn-Strecke zwischen Grünauer Kreuz und dem Bahnhof Altglienicke, wozu einige Umbauten im Grünauer Kreuz nötig waren und Vorleistungen für die Verlängerung der S-Bahn nach Norden wieder entfernt werden mussten.
Seit März/April 2003 sind die Ferngleise im Grünauer Kreuz an ein elektronisches Stellwerk angeschlossen, das Zentralstellwerk im Grünauer Kreuz dient seitdem nur noch dem S-Bahn-Verkehr. Seit Mai 2004 steht das Gelände zwischen den Gleisanlagen südwestlich des Adlergestells unter Naturschutz.

## Strecken

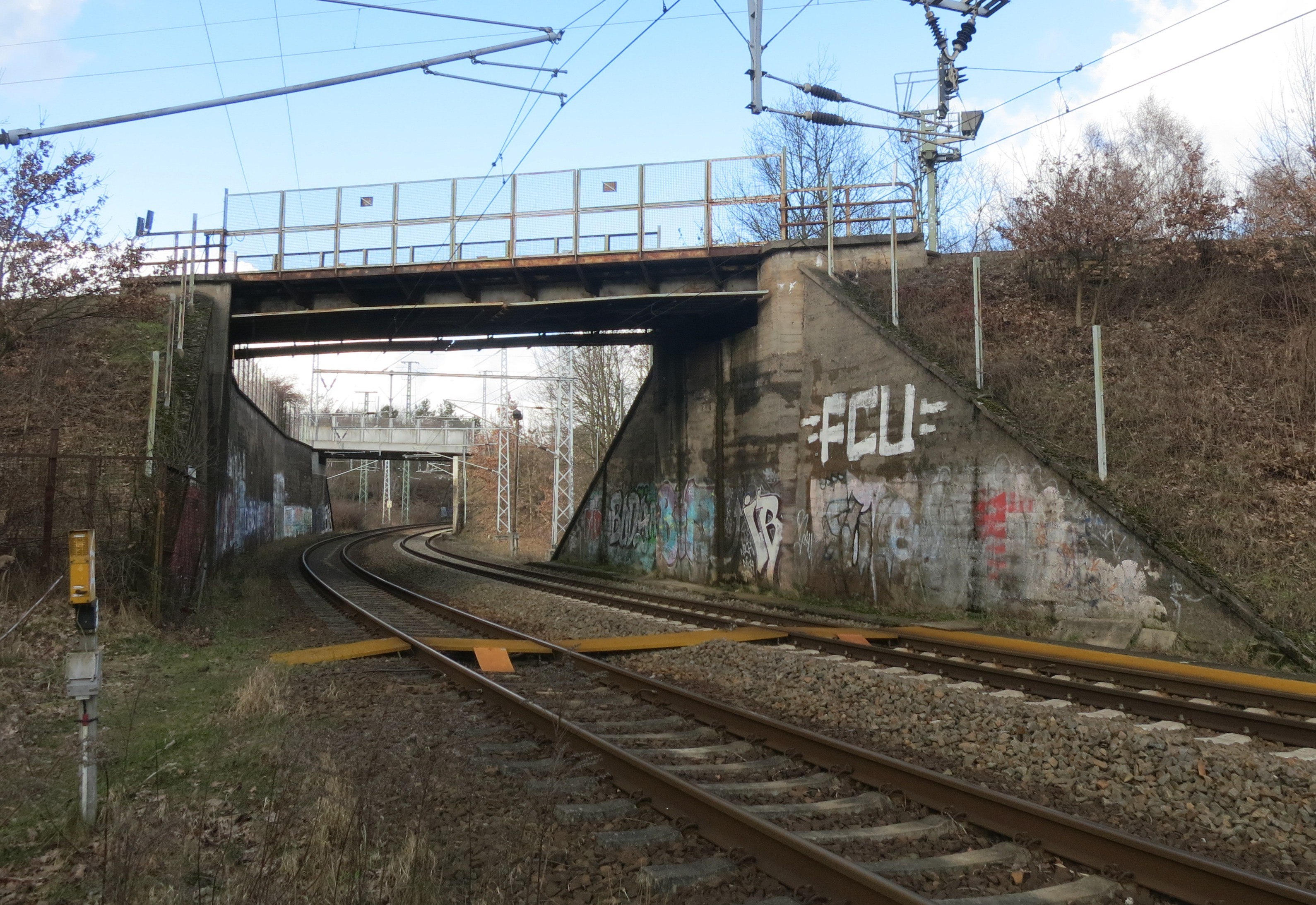
Unten: Streckengleis der Görlitzer Bahn stadtauswärts (links) und Verbindung Berlin-Grünau zum Außenring nach Norden, oben: Verbindungen vom Außenring Richtung Schönefeld nach Berlin-Grünau (vorn) und zur Görlitzer Bahn stadteinwärts

Am Grünauer Kreuz überquert die Strecke des Berliner Außenrings die Görlitzer Bahn. Verbindungsstrecken zwischen den Fernbahngleisen ermöglichen die Fahrt aus allen Richtungen in alle Richtungen. Sie sind an den Abzweigstellen Grünauer Kreuz West (betriebliche Abkürzung: BGK W) an der Görlitzer Bahn in Richtung Berlin, Grünauer Kreuz Nord (BGK N) am Außenring in Richtung Wuhlheide–Biesdorfer Kreuz und Grünauer Kreuz Süd (BGK S) am Außenring in Richtung Schönefeld sowie im Bahnhof Berlin-Grünau (BGA) miteinander verknüpft. Die meisten Verbindungsstrecken sind so angelegt, dass ein niveaufreies Ausfädeln in beide Richtungen möglich ist. Dadurch verlaufen die beiden Streckengleise der einzelnen Strecken räumlich getrennt, sodass eine Vielzahl von Verästelungen entstanden ist.
Die Verbindung von der Görlitzer Bahn aus Richtung Berlin zum Außenring in Richtung Norden liegt nördlich vom eigentlichen Grünauer Kreuz und führt von der Abzweigstelle Berlin-Adlershof Abzw (BSAD) zum Abzweig Berlin Wendenheide (BWDH). Abgesehen von diesen Fernbahnstrecken gibt es im Bereich des Grünauer Kreuzes noch die S-Bahn-Strecke im Zuge der Görlitzer Bahn, von der die Strecke zum Flughafen an der Abzweigstelle Grünauer Kreuz Südost (BGKR) abzweigt. Im Einzelnen verlaufen im Bereich des Kreuzes folgende elektrifizierte Strecken:

### Fernbahn

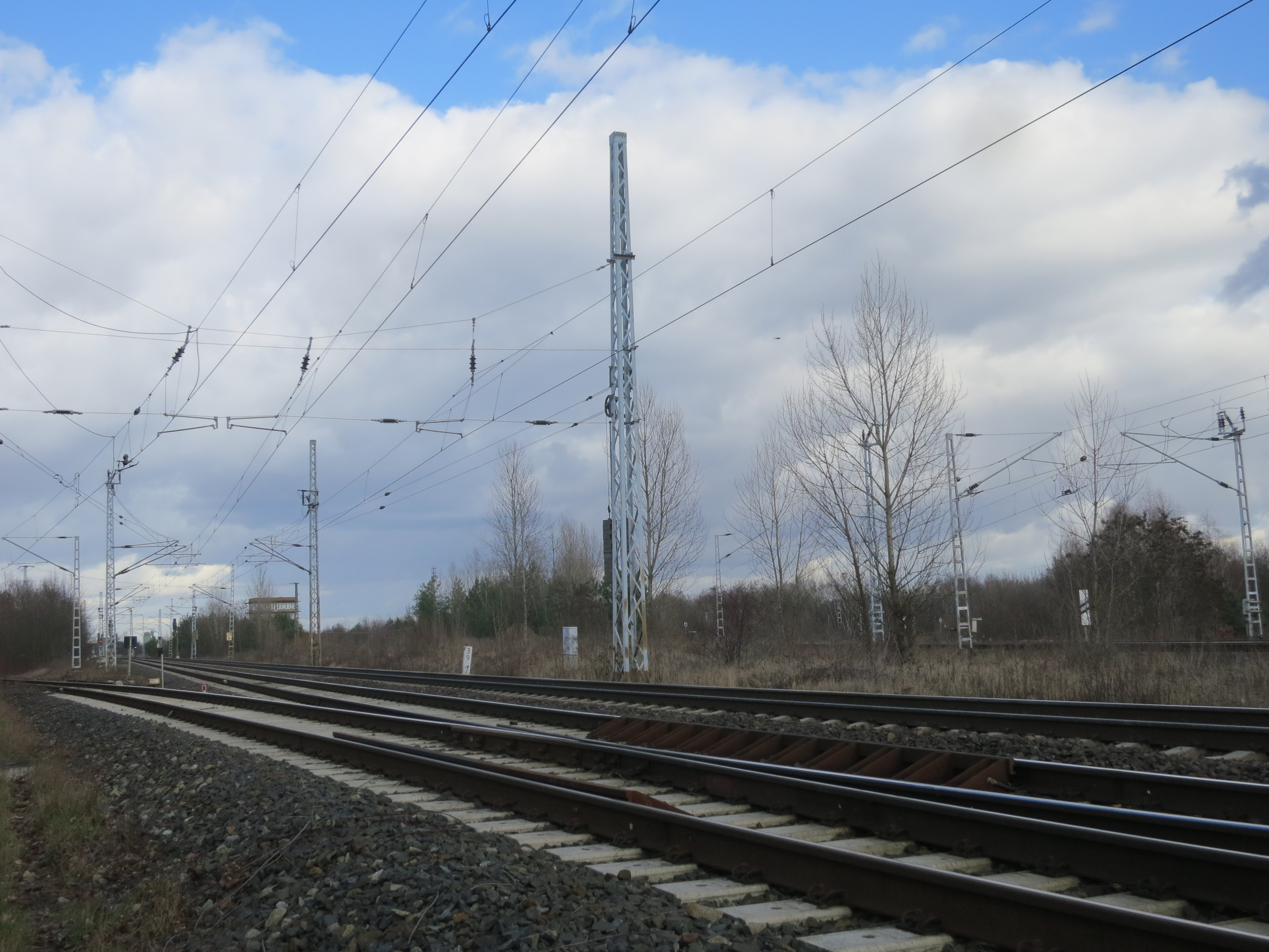
Abzweigstelle Grünauer Kreuz Süd, im Hintergrund das Stellwerk

- 6126 Berliner Außenring, zweigleisig
- 6142 Berlin Görlitzer Bf–Görlitz, zweigleisig, die Gleise beider Richtungen sind im Bereich des Grünauer Kreuzes räumlich getrennt
- 6144 Berlin-Adlershof Abzw–Abzw Berlin Wendenheide
3,7 Kilometer lange eingleisige Verbindung von der Görlitzer Bahn aus Richtung Schöneweide zum Außenring Richtung Wuhlheide. Die Strecke verläuft nördlich des Teltowkanals etwas entfernt vom eigentlichen Grünauer Kreuz. Die Strecke zweigt zunächst nach rechts ab, unterquert dann die Gleise der Görlitzer Bahn, überquert auf einer bogenförmigen Stahlbrücke das Adlergestell und erreicht ab Abzweig Wendenheide den Außenring. An der Strecke lag früher der inzwischen zurückgebaute Übergabebahnhof Wendenheide.
- 6145 Abzw Grünauer Kreuz West–Abzw Grünauer Kreuz Süd
1,5 Kilometer lange zweigleisige Verbindung von der Görlitzer Bahn aus Richtung Schöneweide zum Außenring Richtung Schönefeld, die Gleise beider Richtungen sind räumlich getrennt
- 6146 Berlin-Grünau–Grünauer Kreuz Süd
1,5 Kilometer lange eingleisige Verbindung von der Görlitzer Bahn aus Richtung Grünau zum Außenring Richtung Schönefeld
- 6147 Berlin-Grünau–Grünauer Kreuz Nord
2,4 Kilometer lange zweigleisige Verbindung von der Görlitzer Bahn aus Richtung Grünau zum Außenring Richtung Wuhlheide, die Gleise beider Richtungen sind räumlich getrennt

### S-Bahn
Im Bereich des Grünauer Kreuzes verlaufen folgende S-Bahn-Strecken, beide sind zweigleisig sowie mit Gleichstrom elektrifiziert:
- 6007 Warschauer Straße–Königs Wusterhausen
- 6008 Grünauer Kreuz–Flughafen Berlin Brandenburg

## Naturschutzgebiet

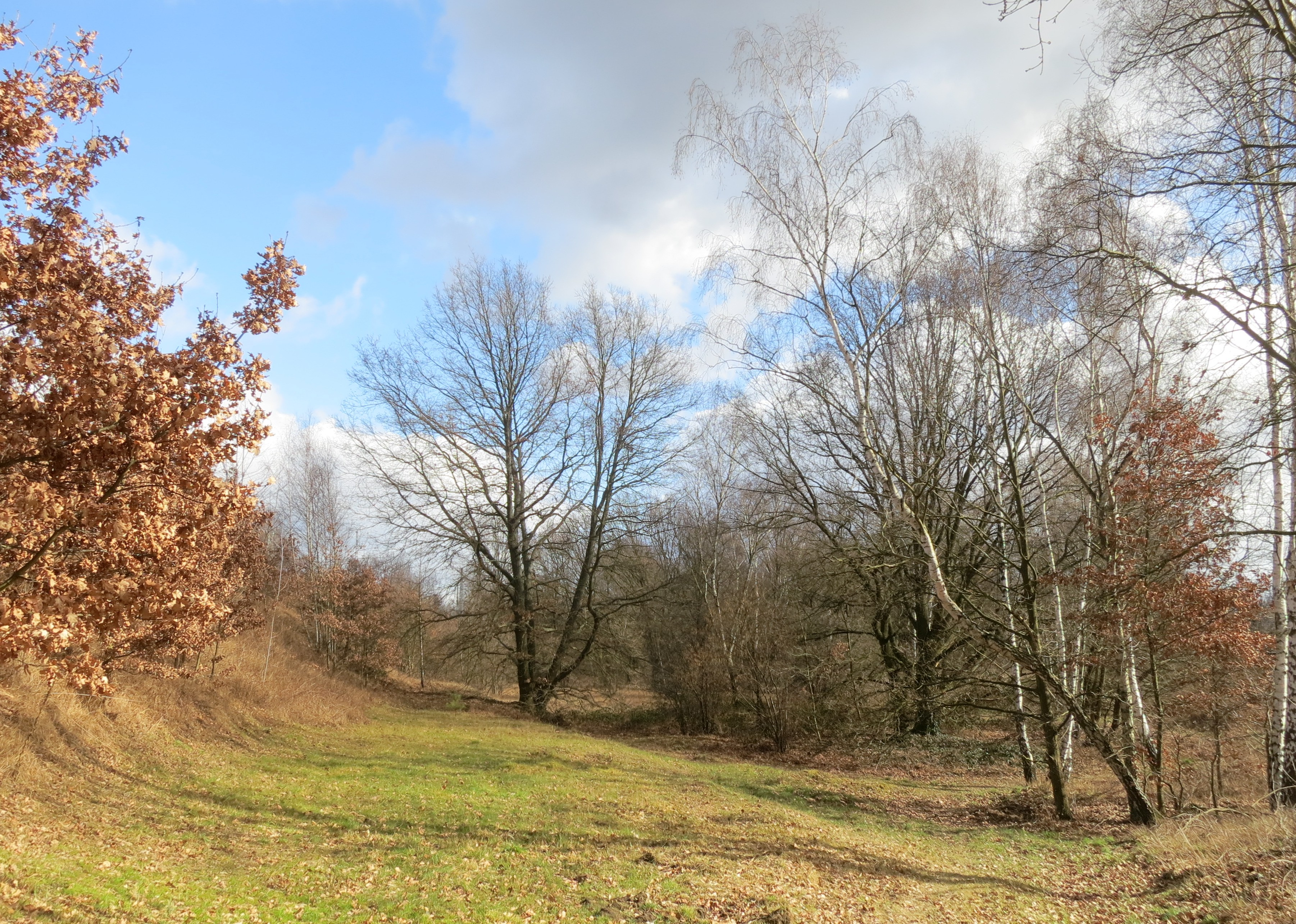
Landschaft im Bereich der Gleise des Grünauer Kreuzes

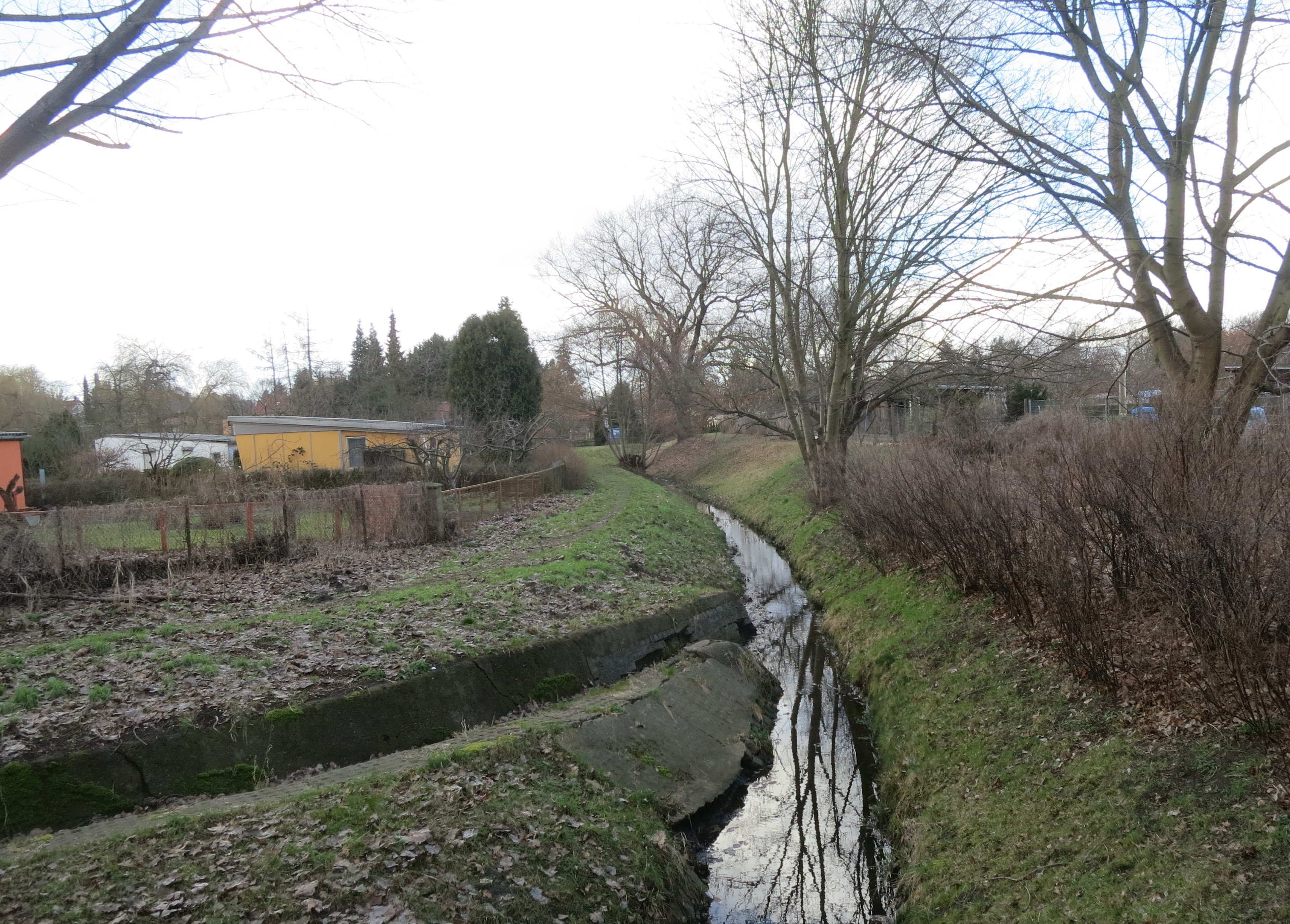
Plumpengraben am Rande des NSG

Das Naturschutzgebiet (NSG) „Grünauer Kreuz“ wurde per Verordnung vom 4. Mai 2004 ausgewiesen. Es ist 34,2 Hektar groß und umfasst den größten Teil der Bahnanlagen. Begrenzt wird es durch die Straßenzüge Am Falkenberg, Am Seegraben und Adlergestell sowie die Kleingartenanlagen Kanne, Birkenwäldchen, Meisengrund und Falkenbrunn. Zum Areal des NSG gehört außerhalb der Bahnanlagen auch das Gelände des stillgelegten Wasserwerks Altglienicke mit Ausnahme des Bereiches der Gebäude.
Der Schutzzweck umfasst zum einen „die Mager- und Trockenrasen, die halbruderalen Halbtrockenrasen mit Übergängen zu wärmeliebenden Staudenfluren, die Heideflächen, die naturnahen Gehölzbestände und Waldgesellschaften, die Wasser- und Verlandungsvegetation“ und zum anderen „die Vogel-, Amphibien-, Reptilien- und Schmetterlingsfaunen sowie die aquatischen Insekten und Mollusken“.
Das Gebiet besteht teils aus Mischwald, teils aus offenem Gelände mit Heideflächen und einzelnen Gewässern. Hervorgehoben wird der außergewöhnliche Artenreichtum, unter anderem an Insekten, und eine der größten Populationen von Zauneidechsen in Berlin.
Mit Ausnahme eines kurzen Wegstücks im Bereich des Wasserwerks ist das Gebiet nicht öffentlich zugänglich, der Zugang zum Stellwerk ist nur Bahnmitarbeitern möglich.